# Campo de Cariñena
La comarque de Campo de Cariñena est une région aragonaise dans la Province de Saragosse (Espagne).  La plupart des communes font partie de l'AOC de Cariñena.

## Communes
Aguarón, Aguilón, Aladrén, Alfamén, Cariñena, Cosuenda, Encinacorba, Longares, Mezalocha, Muel, Paniza, Tosos, Villanueva de Huerva, Vistabella de Huerva